# Lihou
Lihou /'li.u/ es una pequeña isla de unas 15 hectáreas de superficie (0,15 kilómetros cuadrados), forma parte de las Islas del Canal. Se encuentra al oeste de la costa de Guernsey y constituye el punto más occidental de las Islas del Canal. La isla forma parte del bailiazgo de Guernsey desde enero de 1995.
Lihou queda conectada a Guernsey cuando la marea está baja por una antigua calzada de piedra. Es parte de la parroquia de St Peter's, Guernsey.
Su rica fauna marina y avícola la convierten en un área de reserva importante. El 1 de marzo de 2006, la «Isla Lihou  y l'Erée Headland» (Lihou Island and l'Erée Headland, Guernsey), con un área de 427 ha, fueron declarados Sitio Ramsar (n.º ref. 1608). 

## Historia
La historia de Lihou está estrechamente ligada a la historia de Guernsey en particular y a la de las Islas del Canal en general. Las primeras evidencias de colonización son los objetos de la era mesolítica recuperados de excavaciones arqueológicas de la década de 1990, junto con tumbas de la era neolítica en el continente. La historia registrada de Lihou comenzó en el año 933 d. C. cuando las Islas del Canal fueron tomadas de Bretaña por el gobernante de Normandía. Lihou y las tumbas neolíticas cercanas se creían tradicionalmente como lugares de encuentro para las brujas locales, y las hadas. Esto llevó a conflictos con las autoridades eclesiásticas (Iglesia Católica), especialmente cuando se estableció un priorato en Lihou, dedicado a Santa María (conocida localmente como Nuestra Señora de Lihou). Se han sugerido varias fechas para el establecimiento del priorato, con estimaciones que van desde 1114, hasta tan tarde como 1156. Los registros sugieren que el priorato era un arriére-feudo de la abadía benedictina de Mont St. Michel bajo cuya autoridad operaba. La propiedad de la isla fue concedida a la abadía por Robert I, Duque de Normandía, a principios del siglo XI. Se cree que el priorato fue construido con contribuciones de los hombres de Guernsey, quienes parecen haber sido bastante cercanos en ese momento.